# Albrecht von Kolowrat-Liebsteinsky

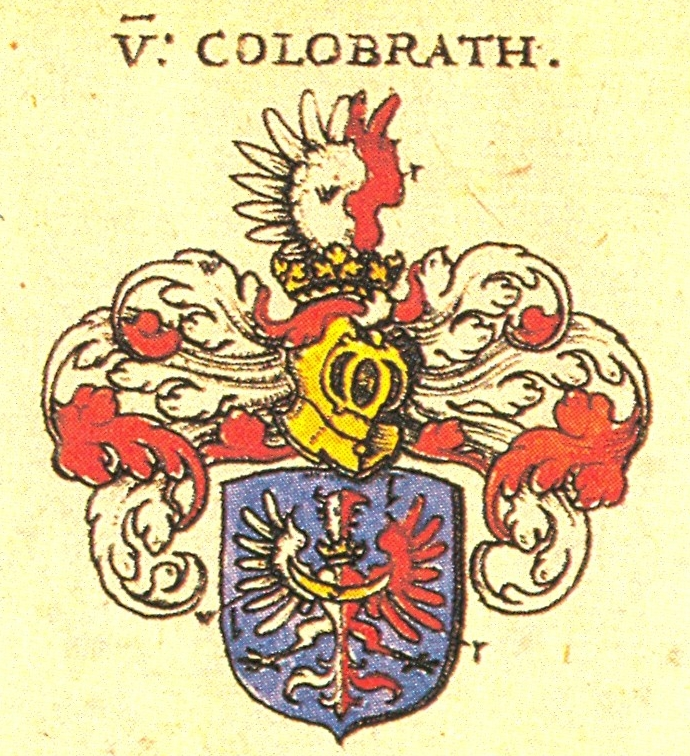
Wappen derer von Kolowrat

Albrecht VII. Freiherr von Kolowrat-Liebsteinsky (* 16. September 1583 in Innsbruck; † 12. August 1648 in Prag) war ein böhmischer Politiker, Appellationsrat, Titular-Reichshofrat und Vizekanzler in Böhmen.

## Leben
Albrecht von Kolowrat-Liebsteinsky, auch Albert genannt, stammte aus dem einflussreichen böhmischen Adelsgeschlecht Kolowrat. Seine Eltern waren der Kämmerer und Oberstallmeister Johann von Liebsteinsky-Kolowrat (1552–1616), ein Neffe Philippine Welsers, und die Obersthofmeisterin Katharina von Boymont-Payrsberg (1562–1618), eine Nichte des Unterhofmeisters Jakob von Boymont-Payrsberg. Den Vornamen Albrecht erhielt er von seinem Großvater gleichen Namens. Als seine Taufpaten fungierten der Kardinal Andreas von Österreich, Anna Caterina Gonzaga und sein Großonkel, der schwäbische Landvogt Karl Welser.
Albrecht von Kolowrat-Liebsteinsky wuchs am erzherzoglichen Hofe in Innsbruck auf. Seine Schulzeit in Innsbruck und Dillingen schloss er 1598 als Prämiant ab. 1604 reiste er nach Spanien. 1605 in kaiserlicher Dienste getreten, ernannte man ihm zum Truchsess und 1607 zum Rat des Böhmischen Appellationsgerichts. Er galt als einer der fähigsten Politiker seiner Zeit. 1615 wurde er Regimentsrat und Kämmerer Erzherzog Maximilians III. und 1622 Kämmerer Kaiser Ferdinand II. Ab dem 2. Januar 1631 bekleidete er das Amt eines deutschen Vizekanzlers im Königreich Böhmen sowie das des kaiserlichen Landtagskommissars. 1635 fungierte er als Exekutionskommissar in Böhmen. Für eine Summe von 190.000 Gulden kaufte er am 23. Mai 1640 von Kaiserin Eleonore Gonzaga die böhmische Herrschaft Reichenau und Adersbach, der später von seinem Nachkommen zum Teil des Familien-Fideikommisses wurde. Albrecht von Kolowrat-Liebsteinsky starb nach dem Einfall der Schweden in Prag an deren Misshandlungen. Sein Leichnam wurde in der Stiftskirche des Klosters Strahov beigesetzt.

## Familie
Albrecht von Kolowrat-Liebsteinsky heiratete am 2. Mai 1616 in Innsbruck Sabina Viktoria Gräfin von Wolkenstein-Trostburg (* 16. März 1596; † 1684 in Chrudim). Seine Kinder waren:
1. Anna Katharina (* 4. Mai 1617; † 12. April 1669), Nonne in Innsbruck
2. Johanna Eleonore (14. Dezember 1618; † 27. Januar 1702) ⚭ Michael Alvernia Saluzzo
3. Franz Karl (* 13. Mai 1620; † 4. Mai 1700), Appellationsrat und Statthalter ⚭ Ludmilla Maximiliana Freiin von Oppersdorf
4. Ferdinand Ludwig (* 12. Dezember 1621; † 30. September 1701), Großprior des Johanniterordens
5. Leopold (* 18. Mai 1624; † 18. April 1630), begraben in Payrsberg
6. Johann Wilhelm (* 16. September 1625; † 31. Mai 1668), Erzbischof von Prag
7. Albrecht (* 28. September 1627; † um 1650), starb ledig
8. Lucia Viktoria (* 22. November 1630; † 30. Mai 1631)
9. Ernst (* 10. März 1632; † 15. Juni 1632), begraben in Wien
10. Maria Viktoria (* 4. Mai 1633; † 5. Februar 1635)
11. Leopold Ulrich (* 2. Februar 1635; † 4. Mai 1690) ⚭ Katherina Barbara von Kolowrat-Krakowsky